# オーレ・グンナル・フィディエステール
オーレ・グンナル・フィディエステール（Ole Gunnar Fidjestøl、1960年3月21日 - ）は、ノルウェーの元スキージャンプ選手。ヴィケルスンIFを代表する選手で1983年から1992年に国際大会で活躍した。

## プロフィール
ノルディックスキー世界選手権では団体戦で通算2個の銀メダルを獲得（1987年、1989年）、1988年のカルガリーオリンピックで団体銅メダルを獲得した。
フライングを得意とし、1988年のスキーフライング世界選手権（西ドイツ、オーベルストドルフ）でマッチ・ニッカネンらを抑えて優勝した。またスキージャンプ・ワールドカップ通算4勝の内3勝はフライングでの優勝である。
引退後はヴィケルスンIFとModum Fotballklubb（サッカークラブ）の経営に打ち込んだ。